# Cohors I Celtiberorum
La Cohors I Celtiberorum fue una unidad de infantería auxiliar del ejército romano del tipo Cohors quinquagenaria peditata, atestiguada a lo largo del siglo II y diferente de la Cohors I Celtiberorum Equitata civium romanorum.

## m Historia
Fue reclutada a finales del siglo I en la provincia Hispania Citerior Tarraconensis, alistando, originariamente, a miembros del pueblo prerromano de los celtíberos, cuyo nombre tomó la unidad.
Fue destinada a Britannia, donde esta atestiguada a comienzos del siglo II, acuartelada en Mediomanum (Caersws, Gales, Reino Unido), donde aparecen tegulae selladas con la figlina CICF, es decir, C(ohors) I C(eltiberorum) F(ecit).
Varios diplomae militaris atestiguan su estancia en Britannia bajo Trajano, en 105, Adriano en 122 y 127, y Antonino Pío en 146 y 158.
La unidad debió colaborar en la construcción del Muro de Adriano y del Muro de Antonino Pío, y debió ser destruida a finales del siglo II, cuando se incrementó la presión de los pictos sobre el norte de Britannia.